# Richard Miles (storico)
Richard Miles (Pembury, 2 gennaio 1969) è un archeologo, conduttore televisivo e storico britannico.

## Biografia
Miles ha studiato storia antica e archeologia all'University of Liverpool e condotto il suo dottorato di ricerca al Jesus College dell'Università di Cambridge. Miles insegna storia romana e archeologia all'University of Sydney. Le sue ricerche si concentrano principalmente sulla storia e l'archeologia di Cartagine e il mondo tardo-antico.
Dal 2010 lavora per BBC come presentatore di programmi divulgativi sulla storia antica.